# Contrazy
 Contrazy  es una población y comuna francesa, en la región de Mediodía-Pirineos, departamento de Ariège, en el distrito de Saint-Girons y cantón de Sainte-Croix-Volvestre.

## Demografía
| 139 | 105 | 84 | 82 | 90 | 83 |
| Para los censos de 1962 a 1999 la población legal corresponde a la población sin duplicidades (Fuente: INSEE [Consultar]) |     |    |    |    |    |